# Bernd Brunemeier
Bernd Brunemeier (* 9. Dezember 1943 in Brackwede) ist ein deutscher Politiker und ehemaliger Landtagsabgeordneter (SPD).

## Leben und Beruf
Nach dem Besuch der Volksschule absolvierte er eine Werkzeugmacherlehre und holte mittlere Reife und Abitur nach. Er studierte dann an der Ruhr-Universität Bochum, promovierte zum Dr. phil. und war im Schuldienst tätig.
Der SPD gehört er seit 1970 an, er ist in zahlreichen Parteigremien vertreten. Außerdem ist er Mitglied der Gewerkschaft Erziehung und Wissenschaft.

## Abgeordneter
Vom 29. Mai 1980 bis zum 2. Juni 2005 war Brunemeier Mitglied des Landtags des Landes Nordrhein-Westfalen. Er wurde im Wahlkreis 107 Bielefeld III direkt gewählt.
Er war Mitglied der Bezirksvertretung Brackwede seit 1973 (seit 1979 zugleich Fraktionsvorsitzender der SPD).